# Doraemon - Il film 2
Doraemon - Il film 2 (STAND BY ME ドラえもん 2? lett. Restami vicino, Doraemon 2) è un film d'animazione del 2020 diretto da Takashi Yamazaki e Ryūichi Yagi, seguito di Doraemon - Il film (2014).
La pellicola si basa su due racconti di Fujiko F. Fujio, da cui sono stati in seguito tratti i cortometraggi Doraemon: Obā-chan no omoide (おばあちゃんの思い出? lett. Doraemon - Ricordi della nonna) e Doraemon: Boku no umareta hi (ぼくの生まれた日?, lett. "Doraemon - Il giorno in cui sono nato"); parte degli eventi narrati – tra cui la fuga di Nobita nel passato – non è tuttavia presente nel manga. L'opera si propone di approfondire il rapporto del personaggio di Nobita Nobi con la nonna, coi genitori e con Shizuka Minamoto, l'amica di cui è da sempre innamorato.

## Trama
Il film si apre con una scena ambientata durante il primo film, subito dopo nel futuro si vedono Gian, Suneo e Dekisugi che hanno fatto una festa con Nobita per la vigilia del matrimonio, se ne vanno quindi a casa per poi trovarsi al matrimonio il giorno dopo (tranne Dekisugi che deve andare al lavoro). Nobita torna a casa emozionato per il giorno dopo, ma nonostante sia diventato grande, continua a pensare al suo vecchio amico. Sei mesi dopo gli eventi del film originale, nel presente, Nobita torna a casa da scuola, pensando di trovare una bella festa per il suo compleanno, ma invece si becca un furibondo rimbrotto dalla mamma per aver preso l'ennesimo zero in un compito. Nobita, arrabbiatissimo e molto offeso, torna in camera e impreca, pensando che quelli che l'hanno cresciuto non siano i suoi veri genitori; Doraemon gli dice che è lui che deve cambiare, ma il ragazzo non vuole sentire ragioni.
In quel momento succede una cosa strana: Nobita sviene e subito dopo essere reinvenuto corre verso la macchina del tempo per poi tornare dicendo che si ricorda soltanto che lui stesso e Doraemon lo stavano riportando li, subito dopo Nobita ritrova un orsacchiotto che sua nonna gli aveva cucito, e si ricorda con gioia i tempi in cui ella era ancora in vita, Doraemon allora lo riporta nel passato per fargliela rivedere. Dopo qualche impiccio, Nobita riesce a vedere la nonna e a parlarle, per poi svelarsi per quello che è. La nonna felice di questa sorpresa esprime due desideri: vedere il nipote con lo zainetto bello pettinato e poi vedere la sua futura sposa: Nobita riesce a realizzare il primo, ma Doraemon gli dice che dopo quello che ha fatto potrebbe anche aver compromesso il matrimonio con Shizuka.
Allora con la tempovisione vanno a vedere il giorno delle nozze, scoprendo che il Nobita adulto non si è presentato, e un anno dopo non si è ancora rifatto vivo. Nobita promette alla nonna che riuscirà ad esaudire anche il secondo desiderio e va con Doraemon nel futuro, il ragazzo con il panno del tempo diventa il Nobita adulto, e va a fare il matrimonio. Dopo aver resistito un pochino, i due capiscono che devono trovare per forza il Nobita di tale epoca, ma quando arrivano dove avevano lasciato la macchina del tempo (posta in un bagno pubblico che sarà la casa di Nobita nel futuro) scoprono che non c'è più, allora con un ciusky riescono a riprendersela (spiegando allo spettatore cosa era successo a inizio film), poi capiscono che il Nobita adulto è nella loro epoca e allora vanno a cercalo.
Dopo averlo trovato, questi spiega che aveva usato la macchina del tempo perché aveva paura di non essere la persona giusta per Shizuka ed esprime il desiderio di tornare bambino, allora Doraemon con la corda scambia corpo fa entrare l'anima del Nobita del passato nel corpo di quello del futuro e viceversa. Mentre il Nobita adulto (nel corpo di quello bambino) esce a giocare a baseball con Gian e Suneo, Doraemon e Nobita (quest'ultimo nel corpo di quello adulto) ricevono una visita da un dipendente dei magazzini del futuro che spiega che la corda scambia corpo ha qualche difetto, e che può fare perdere la memoria. I due allora vanno a cercare il Nobita adulto, ma nel frattempo questi si era azzufatto con dei bulli delle scuole superiori, aiutato da Shizuka, Gian e Suneo, ma poi tutti e due i Nobita cominciano a perdere la memoria. Allora i furiosi Nobita, Gian e Suneo, supportati da Doraemon e Shizuka, aggrediscono e fanno a botte i tre bulli, sconfiggendoli. I due Nobita, però, hanno completamente perso la memoria, così Doraemon usa la Dokodemo porta per portarli nel posto dove ci sono Gian, Suneo e Shizuka che cercano di salvare il Nobita adulto (nel corpo del Nobita attuale).   
Doraemon fa un ultimo tentativo, e riesce comunque a fare lo scambio di corpo. I due Nobita e Doraemon stanno per tornare al matrimonio, ma il Nobita adulto vuole rivedere il giorno della sua nascita per dire qualcosa durante il discorso, Doraemon accetta e tornano più avanti nel passato al giorno della nascita di Nobita. Arrivati in ospedale, i due Nobita scoprono che Nobisuke e Tamako erano molto orgogliosi di loro figlio e che gli avevano dato il nome Nobita perché significa onesto e leale. Finalmente tornano al matrimonio e il Nobita adulto fa un discorso bello serio, capendo che i genitori lo rimbrottavano soltanto per il suo bene, Nobita e Doraemon nel frattempo riescono a mantenere la promessa e portano la nonna al matrimonio e glielo fanno vedere di nascosto, e per un attimo i tre arrivano agli occhi di Tamako e Nobisuke.
La nonna è molto felice di quello che ha visto, ma è più felice che suo nipote avrà un buon futuro, Nobita promette in seguito alla nonna di tornare a trovarla. I due amici stanno tornando a casa, ma in quel momento Nobita rimane per sbaglio vittima della bacchetta dell'oblio, quando si sveglia perde la memoria e si ricorda soltanto che aveva fatto la promessa alla nonna, Doraemon gli dice che è tutto apposto e che scoprirà chi sarà la sua futura moglie nel futuro. Nei titoli di coda si vede la vita del Nobita adulto e della sua amata mentre il Nobita del presente festeggia il suo compleanno per poi essere rimbrottato per aver preso altri zeri, i tre bulli apparsi a metà film che vengono aggrediti da un cane, e infine che mantiene anche la seconda promessa alla nonna, ovvero che un giorno gli parlerà del suo nonno deceduto poco prima della sua nascita: adesso Nobita è riuscito definitivamente a cambiare il suo futuro, e adesso non gli rimane altro che aspettare il giorno in cui sposerà l'amica.

## Promozione
Il primo teaser trailer ufficiale della pellicola è stato trasmesso il 12 dicembre 2019, mentre il trailer il 27 luglio 2020. Il secondo trailer della pellicola, trasmesso a partire dal 6 ottobre 2020, ha annunciato sia la data di uscita definitiva che la colonna sonora ufficiale del film, Niji (虹? lett. "Arcobaleno"), scritta da Huwie Ishizaki e cantata da Masaki Suda.

## Distribuzione
In Giappone, Stand by Me Doraemon 2 doveva essere inizialmente distribuito dalla Toho a partire dal 7 agosto 2020, per poi essere rimandato al 20 novembre 2020, a causa della Pandemia di COVID-19 del 2020-2021; nella medesima data è stato invece proiettato Doraemon - Il film: Nobita e il nuovo dinosauro, inizialmente programmato per il 6 marzo 2020 ma anche questo rimandato a causa della pandemia.
In Italia la pellicola è stata trasmessa in prima TV assoluta nel corso della prima serata dell'11 settembre 2021 sul canale a pagamento Boomerang, con la particolarità di non essere stata pubblicizzata in alcun modo, neanche nei giorni immediatamente precedenti alla messa in onda. Il film è stato pubblicato su Netflix il 24 dicembre 2021.

### Edizione italiana
Il doppiaggio dell'opera in lingua italiana è stato eseguito da Molok Studios e diretto da Davide Garbolino, su dialoghi di Ariela La Stella.

## Omaggi
Quando il Nobita adulto (nel corpo di quello bambino) dà una banconota del suo tempo ai bulli che lo infortunano, in essa è illustrato Osamu Tezuka.